# Arkadien
Arkadien (neugriechisch Αρκαδία Arkadia, altgriechische Schreibung Ἀρκαδία) ist eine Landschaft im Zentrum der Peloponnes und einer der fünf Regionalbezirke der griechischen Region Peloponnes. Arkadien wurde nach der Unabhängigkeit Griechenlands 1833 als Präfektur eingerichtet und verlor diesen Status durch die griechische Verwaltungsreform 2010. Als Regionalbezirk entsendet Arkadien sechs Abgeordnete in den Regionalrat der Peloponnes, hat darüber hinaus jedoch keine politische Bedeutung. Der Hauptort ist die Stadt Tripoli.

## Geographie

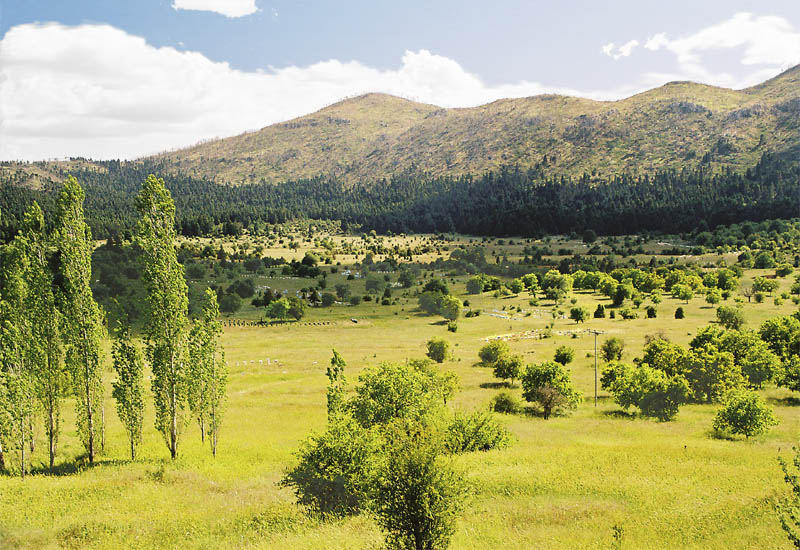
Arkadien, der Bewuchs der Berge war vollständig abgebrannt

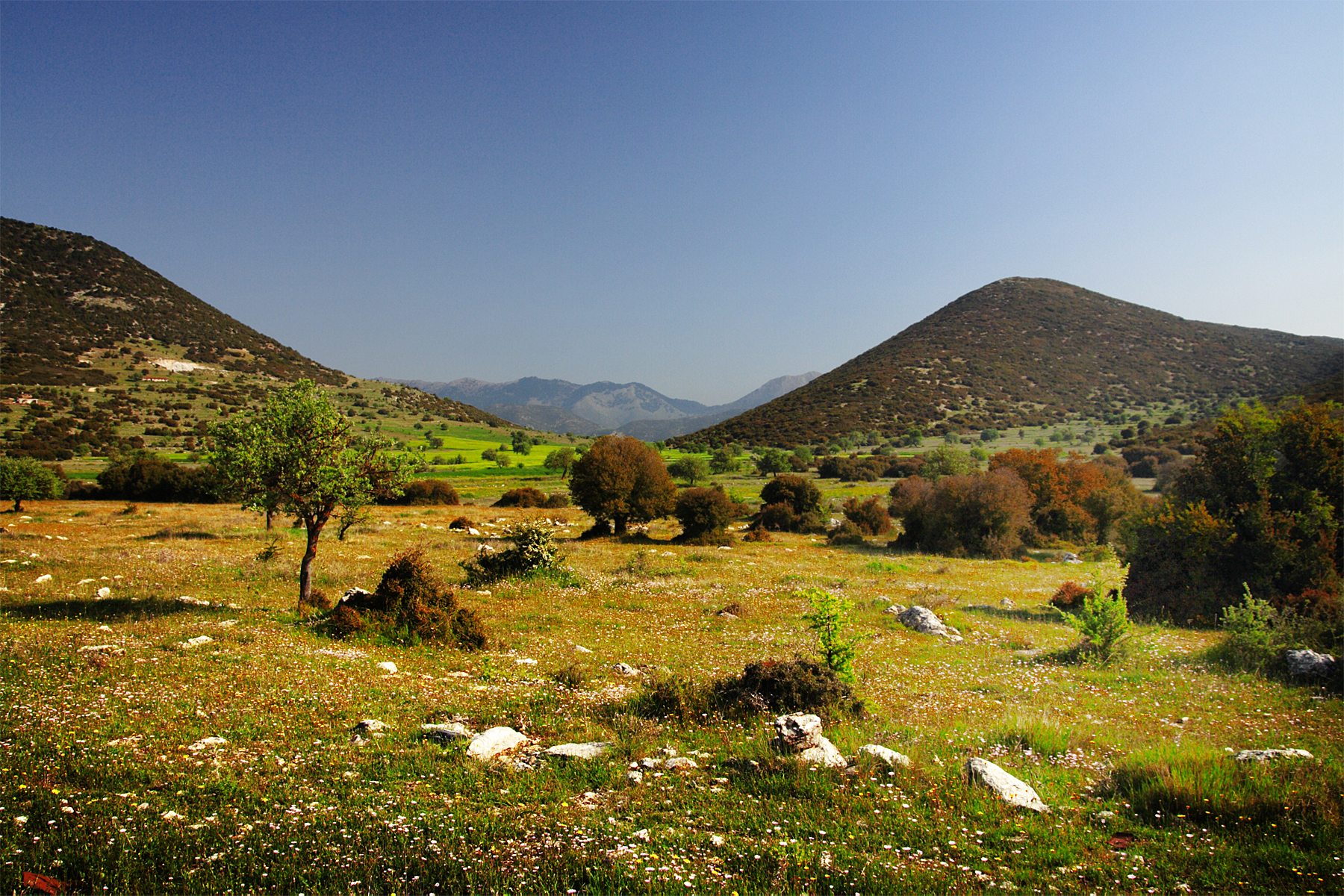
Typische Karstlandschaft: Meist nur gut für Schaf- und Ziegenbeweidung

Das heutige Gebiet besteht aus dem abgeschlossenen Berg- und Hochland Arkadien, etwa wie aus der Antike bekannt, und der Küstenlandschaft Kynuria, die den relativ schmalen Zugang zur peloponnesischen Ostküste am Osthang des Parnon-Gebirges bildet. Demgegenüber war das Arkadien der Antike nur das Hochland abseits der Küsten und nicht wesentlich südlicher als Megalopoli.
Die Region liegt auf durchschnittlich 500 m über dem Meer, im Norden reichen Gipfel bis 2376 m (Ziria), 2355 m (Chelmos) und 2224 m (Olonos). Das Gestein ist Kalkstein mit vielfältigen Karsterscheinungen. Zwischen Bergrücken finden sich bisweilen abflusslose Becken, die teilweise Seen oder Sümpfe bilden.
Arkadien ist überwiegend mit Nadelbäumen bewaldet und dünn besiedelt. Die Landwirtschaft in den Tälern ist wenig ertragreich, traditionell wurde die Region durch Weidewirtschaft genutzt.
Arkadien umfasst die Gemeinden Gortynia, Megalopoli, Notia Kynouria, Tripoli und Voria Kynouria.

## Einwohnerentwicklung
- 1951: 154.361 (Bevölkerungsdichte 34,93/km²)
- 1961: 134.950
- 1971: 111.263 (Bevölkerungsdichte 25,18/km²)
- 1991: 103.840
- 2001: 102.025
- 2005: 100.611
- 2011: 086.685

## Geschichte

### Frühgeschichte
Es sind bislang nur wenige prähistorische Funde in Arkadien gemacht worden. Die Arkader betrachteten sich als das älteste griechische Volk. Nach der Griechischen Mythologie soll Pelasgos der erste Herrscher dieser Landschaft gewesen sein und den Ureinwohnern erste kulturelle Unterweisungen erteilt haben. Unter den späteren frühgeschichtlich-mythischen Königen wird Arkas erwähnt, nach dem die Region benannt worden sei. Arkadien soll auch Schauplatz mehrerer Abenteuer des Herakles gewesen sein. König Agapenor habe die arkadischen Streitkräfte in den Trojanischen Krieg geführt.
Die schwer zugängliche Landschaft wurde nur im Südwesten von der dorischen Wanderung gestreift. Die politische und kulturelle Entfaltung Arkadiens, dessen Einwohner ihre hauptsächliche Erwerbstätigkeit als Kleinbauern und Hirten beibehielten, ging von den nördlichen und östlichen Ebenen aus, in denen sich Städte bildeten, so u. a. im Norden Alea, Stymphalos, Kynaitha, Pheneos, Kleitor, Psophis, Thelphusa sowie im Osten Tegea, Mantineia und Orchomenos. Bedeutendere Gemeinden im Westen waren Heraia und Phigaleia. Doch blieb der Großteil Westarkadiens lange ein dörflicher Gauverband; und hier kam es erst um 368/67 v. Chr. zur Gründung einer größeren Stadt, Megalopolis. Der Tempel des Zeus auf dem Gebirge Lykaion war eine gemeinschaftliche Kultstätte aller Einwohner. Aufgrund der abgelegenen Lage der Landschaft bestanden vor allem auf dem religiösen Sektor sehr lange ziemlich urtümliche Verhältnisse.
Aristokrates, ein König von Orchomenos, soll in der 2. Hälfte des 7. Jahrhunderts v. Chr. zur Zeit des Zweiten Messenischen Kriegs die Messenier, welche die Bundesgenossen der Arkader waren, verräterisch in die Gewalt der Spartaner geliefert haben und dafür von seinen eigenen Untertanen gesteinigt, das Königtum in Orchomenos aber abgeschafft worden sein. Im 6. Jahrhundert v. Chr. bemühte sich Sparta, die Hegemonie über Arkadien zu erringen, um sich einen Zugang zum Isthmus von Korinth zu verschaffen. Um 550 v. Chr. wurde die Landschaft Mitglied des Peloponnesischen Bundes  und musste sich damit der Vorherrschaft Spartas unterordnen.

### Klassisch-griechische Zeit
Im frühen 5. Jahrhundert v. Chr. kämpften die Arkader auf Seite der für die Bewahrung ihrer Unabhängigkeit streitenden Griechen. Um 473 v. Chr. versuchten sie sich von der spartanischen Hegemonie zu befreien; nur die Einwohner von Mantineia schlossen sich dem Aufstand nicht an. Die Spartaner errangen aber bei Dipaia einen deutlichen Sieg über die Arkader. Mantineia und Tegea rivalisierten im 5. Jahrhundert v. Chr. ständig miteinander, was die politische Wirksamkeit Arkadiens sehr beeinträchtigte. Nach dem Nikiasfrieden schloss Mantineia 420 v. Chr. mit Athen, Argos und Elis ein gegen Sparta gerichtetes Bündnis, dessen Truppen aber 418 v. Chr. eine entscheidende Niederlage gegen König Agis II. in der Schlacht von Mantineia erlitten. Arkadien geriet damit wieder völlig in die Gewalt Spartas. Danach verdangen sich zahlreiche Arkader in der Fremde als Söldner, wofür sie berühmt wurden.
Erst nach der spartanischen Niederlage gegen den thebanischen Feldherrn Epaminondas in der Schlacht von Leuktra (371 v. Chr.) konnte Arkadien die spartanische Oberherrschaft abschütteln. Seine Städte schlossen sich zum Arkadischen Bund zusammen, dessen Hauptort das kurz danach angelegte Megalopolis wurde. Der fortbestehende Gegensatz zwischen Mantineia und Tegea bewirkte indessen bald eine Spaltung des Bundes, so dass ein Teil von dessen Mitgliedern auf der Seite Spartas, der andere auf der Seite Thebens stand. In weiterer Folge führte dieser innerarkadische Zwist zur Schlacht von Mantineia (362 v. Chr.), in der Epaminondas fiel. Danach war Arkadien in einen Nord- und einen Südbund geteilt. Da Megalopolis wiederholt von den Spartanern bekämpft wurde, verbündete es sich mit Makedonien, als dessen Herrscher, Philipp II. und danach dessen Sohn Alexander der Große die Vorherrschaft über Griechenland innehatten. Dagegen erhob sich der übrige arkadische Bund 331 v. Chr. nach den ersten Erfolgen des spartanischen Königs Agis III. gegen den makedonischen Feldherrn  Antipater. Weil sich Megalopolis nicht beteiligte, wurde es von Agis III. belagert; aber Antipater brachte Entsatz und schlug die Spartaner und deren Verbündete in einer Schlacht entscheidend. Megalopolis erhielt eine Kriegsentschädigung von 120 Talenten und eine oligarchische Verfassung, um den makedonischen Einfluss zu sichern, während andererseits die letzten Reste der arkadischen Bundesverfassung  beseitigt wurden.

### Hellenistische Epoche und römische Herrschaft
Durch die Kriege, die während der hellenistischen Ära ausgefochten wurden, litt Arkadien häufig sehr stark. Während des Lamischen Krieges blieben die Arkader ruhig, obwohl sie eine athenische Gesandtschaft zum Anschluss zu bewegen versuchte. Nach Antipaters Tod 319 v. Chr. ergab sich Arkadien dem von Antipater zum Nachfolger bestimmten Polyperchon. Nur Megalopolis hielt zu Kassander und wurde deshalb belagert. Kassander eroberte 315 v. Chr. Stymphalos und Orchomenos und sicherte sich im Frieden von 311 v. Chr. den Besitz der ganzen Peloponnes. 303 v. Chr. erschien Demetrios Poliorketes als Befreier und setzte Kassanders Macht ein Ende. Ganz Arkadien außer Mantineia fiel ihm zu.
Lydiadas übte seit etwa 244 v. Chr. die Tyrannis in Megalopolis aus, verzichtete aber nach zehn Jahren freiwillig auf die Herrschaft über die Stadt, die dann ebenso wie die meisten anderen arkadischen Städte Mitglied des Achaiischen Bundes wurde. Arkadien kam im 2. Jahrhundert v. Chr. wie das übrige Griechenland unter römische Herrschaft. Strabon berichtet, dass die Landschaft in der frühen Kaiserzeit verödet war.

### Mittelalter und Neuzeit
Seit der Spätantike gehörte Arkadien zum Byzantinischen Reich. Zur Zeit der Völkerwanderung hatte es durch die Einfälle der Goten viel zu leiden. Im 8. Jahrhundert wurde das dünn besiedelte Land von den Slawen besetzt, die aber allmählich die griechische Sprache annahmen. Im 14. Jahrhundert fand die Einwanderung der Albaner statt. 1458 kam Arkadien zum Osmanischen Reich. Während des Griechischen Unabhängigkeitskampfes (1821–29) war die Landschaft wegen ihrer strategischen Wichtigkeit umkämpft.

## Mythos Arkadien

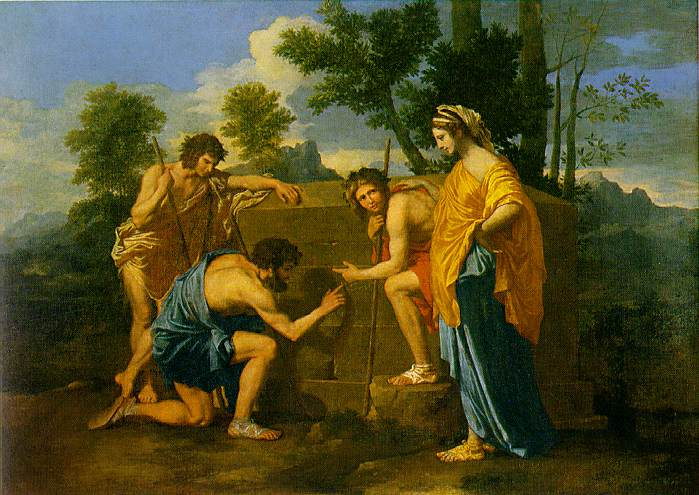
Poussin, Et in Arcadia ego

Die Arkader galten im Altertum als raues Hirtenvolk. Gewisse Charakterzüge Arkadiens lassen sich durch seine isolierte geographische Lage erklären. Seine Einwohner sehen sich als das älteste griechische Volk überhaupt an. Schon in der Zeit des Hellenismus wurde Arkadien verklärt zum Ort des Goldenen Zeitalters, wo die Menschen unbelastet von mühsamer Arbeit und gesellschaftlichem Anpassungsdruck in einer idyllischen Natur als zufriedene und glückliche Hirten lebten. Entsprechend etablierte es sich als Topos der antiken bukolischen Literatur, beispielsweise der Hirtengedichte Vergils. In der antiken lateinischen Literatur wird der ursprünglich in Griechenland befindliche Ort oft nach Sizilien verlegt.
Für die Wiederbelebung der Gattung in der europäischen Renaissance wurde um 1480 der Schäferroman Arcadia von Jacopo Sannazaro maßgeblich. Im Barock und im 16. bis 18. Jahrhundert entstanden zahllose Texte und Gemälde mit Motiven im mythischen Arkadien. Zur Rezeption der Idee vom glücklichen Arkadien gehörte auch das Gebiet, über das ein Adliger seine Territorialherrschaft ausübte, als ein neues Arkadien vorzustellen. Auf diese Weise versuchten Aristokraten wenigstens auf der symbolischen Ebene ihr Einflussgebiet der Macht der königlichen Zentralgewalt zu entziehen.

## Verkehr
- Europastraße 65
- Nationalstraße 7, SW, S, Zen., O
- Nationalstraße 33, NW
- Nationalstraße 37, Zen., S
- Nationalstraße 74, Zen., NW, W
- Nationalstraße 76, W SW

## TV
- Arkadikí Radióphonia Tileórasi